# Deutsches Sportabzeichen

Logo des Deutschen Sportabzeichens

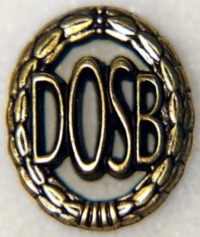
DSA in Bronze, in der aktuell verliehenen Form (Anstecker 19 × 15 mm)

Das Deutsche Sportabzeichen (DSA) ist ein Abzeichen für sportliche Leistungen im Breitensport, das vom Deutschen Olympischen Sportbund (DOSB) (bis 2006: Deutscher Sportbund (DSB)) verliehen wird. Es ist eine Auszeichnung für überdurchschnittliche und vielseitige körperliche Leistungsfähigkeit. Die für den Erwerb zu erbringenden Leistungen sind nach Altersstufen, Geschlecht und Leistungsklassen gestaffelt. Je nach erbrachter Leistung wird das Deutsche Sportabzeichen in Bronze, Silber oder Gold verliehen.
Die Verleihung erfolgt mit der Aushändigung einer Urkunde und, wenn gewünscht, einem Abzeichen. Sofern das Deutsche Sportabzeichen mindestens fünfmal erworben wurde, steht die Anzahl an Wiederholungen in Fünferschritten in dem verliehenen Abzeichen. Auskünfte über die Erlangungsmöglichkeiten teilt der jeweilige Landessportbund (LSB) mit.
Jungen und Mädchen zwischen 6 und 17 Jahren können das Deutsche Sportabzeichen für Kinder und Jugendliche erwerben.
Auch Menschen mit einer körperlichen oder geistigen Behinderung können das Deutsche Sportabzeichen ablegen. Die Gruppen sind dabei nach Alter und Behinderung eingeteilt. Die Disziplinen sind den Einschränkungen durch die jeweilige Behinderung angepasst, Informationen hierzu erteilt der Deutsche Behindertensportverband.

## Geschichte
Das Deutsche Sportabzeichen wurde am 10. November 1912 von der Hauptversammlung des Deutschen Reichsausschusses für Olympische Spiele (DRA) unter dem Namen Auszeichnung für vielfältige Leistung auf dem Gebiet der Leibesübungen geschaffen. Vorbild war das Schwedische Sportabzeichen (Idrottsmärke), das der Begründer des deutschen Sportabzeichens, Carl Diem, während der Olympischen Sommerspiele 1912 in Stockholm kennengelernt hatte. Nachdem die Hauptversammlung des DRA am 10. November 1912 die Herausgabe und Bedingungen des Abzeichens beschlossen hatte, wurden am 7. September 1913 anlässlich des Jugend-Spielfestes in Berlin die ersten 22 Auszeichnungen vergeben. Erlangen konnten das Abzeichen anfangs nur deutsche Männer, die einem Sportverein angehörten. 1920 wurde es in Deutsches Turn- und Sportabzeichen umbenannt, und ab 1921 konnte es auch durch Frauen erworben werden.

Sportabzeichen in Gold des DRA

Die Bedingungen wurden von dem schwedischen Vorbild übernommen, bis 2012 waren fünf Bedingungen aus fünf Gruppen zu absolvieren, Schwimmen war und ist heute noch obligatorisch. Einige Anforderungen sind bis heute unverändert. Die Einteilung der Anforderungen in verschiedene Altersgruppen erfolgte erst nach dem Zweiten Weltkrieg, bis dahin musste jeder, unabhängig von seinem Alter, die gleichen Bedingungen erfüllen.
In der Zeit des Nationalsozialismus trug es seit 1934 den Namen Reichssportabzeichen und wurde am 1. Juli 1937 als Ehrenzeichen mit der offiziellen Bezeichnung Deutsche Reichsauszeichnung für Leibesübungen staatlich anerkannt. Ab August 1944 wurde das Reichssportabzeichen nicht mehr verliehen.
In der DDR wurde ab 1951 das Sportleistungsabzeichen der DDR Bereit zur Arbeit und zur Verteidigung der Heimat in den Stufen Gold, Silber und Bronze verliehen. Seine Gestaltung war ähnlich der des RSA/DSA; im Lorbeerkranz trug es die Beschriftung „DDR“. In querovaler Form wurde außerdem das Kindersportabzeichen, in runder bzw. viereckiger Form das Jugendsportabzeichen verliehen.
In der Bundesrepublik Deutschland traten am 1. April 1952 bundeseinheitlich die Bedingungen für das Sportabzeichen in Kraft. Vorher hatten viele Landessportbünde schon wieder ein Sportabzeichen eingeführt, so etwa das Bayerische Sport-Leistungs-Abzeichen.
Ab dem Jahr 1993 wurde der Verleihungsmodus geändert. Zuvor waren die Stufen Bronze, Silber und Gold nach Alter gestaffelt. Ab diesem Jahr richtete sich die Stufe des Sportabzeichens nach der Anzahl der Wiederholungen: 1. Verleihung Bronze; 3. Verleihung Silber und ab der 5. Verleihung Gold. In Schritten von fünf Wiederholungen wurde das Abzeichen in Gold mit Zahl (5, 10, 15 etc.) verliehen.
Nach der Fusion des Deutschen Sportbundes und des Nationalen Olympischen Komitees für Deutschland zum neuen Deutschen Olympischen Sportbund (DOSB) ergab sich seit 2007 eine Reihe von Veränderungen. Die Abzeichen erhielten eine neue Form. Sie zeigen jetzt in einem gebundenen Lorbeerkranz den unverschnörkelten Schriftzug DOSB.
Bis 2012 wurde das Abzeichen für einmaligen Erwerb in Bronze, für dreimaligen Erwerb in Silber, und für fünfmaligen Erwerb in Gold vergeben. Ab der neunten Wiederholung wurde das Abzeichen in Gold mit Wiederholungszahl in Fünferschritten vergeben.
Die fünf Leistungsgruppen waren: Allgemeine Schwimmfähigkeit, Sprungkraft, Schnelligkeit, Schnellkraft und Ausdauer.

## Disziplinen
Das Deutsche Sportabzeichen enthält Disziplinen aus der Leichtathletik, dem Turnen, dem Schwimmsport und dem Radfahren. Die Disziplinen sind eingeteilt in vier Gruppen (sportmotorische Grundfähigkeiten), aus denen sich der Sportler je eine Disziplin aussucht, die er erfüllen muss (siehe Einzelheiten im Leistungskatalog). Hinzu kommt der Nachweis der Schwimmfertigkeit:
| Gruppe | Anforderung       | Disziplinen |
| ------ | ----------------- | --- |
| 1      | Ausdauer          | 3000 m/10 km Lauf, 7,5 km Walking/Nordic Walking, 200/400/800 m Schwimmen oder 20 km Radfahren, Verbandsabzeichen  |
| 2      | Kraft             | Kugel-/Steinstoßen, Standweitsprung, Medizinball oder Gerätturnen Reck/Boden/Barren, Verbandsabzeichen             |
| 3      | Schnelligkeit     | 30/50/100 m Lauf, 25 m Schwimmen, 200 m Radfahren oder Gerätturnen Sprung/Boden                                    |
| 4      | Koordination      | Weitsprung, Hochsprung, Schleuderball, Seilspringen, Gerätturnen Boden/Ringe/Reck/Schwebebalken, Verbandsabzeichen |
| +      | Schwimmfertigkeit | z. B. 200 m in max. 11 Min, 15 Min. Dauerschwimmen oder 100 m Kleiderschwimmen in max. 4 Min.                      |

Falls der DSA-Bewerber aus einer der Disziplingruppen Ausdauer oder Schnelligkeit eine Schwimmdisziplin absolviert, ist damit auch die für das DSA geforderte Schwimmfertigkeit nachgewiesen. Ansonsten muss er die Schwimmfertigkeit anderweitig, ohne Leistungsbezug, nachweisen. Ein solcher Nachweis ist bei Erwachsenen für das Abnahmejahr und die danach folgenden vier Jahre gültig; für Kinder und Jugendliche reicht ein einmaliger Nachweis. 
Die Spitzenverbände und die Sportverbände mit besonderen Aufgaben können über eigene bzw. sportartspezifische Leistungsabzeichen am System des Deutschen Sportabzeichens (DSA) partizipieren. Dabei kann auf Antrag eine der vier Disziplingruppen über den Nachweis erbrachter Leistungen im Rahmen eines verbandseigenen Abzeichens substituiert werden. Die Anerkennung dieser Verbandsabzeichen erfolgt auf der Leistungsstufe Gold beim Deutschen Sportabzeichen und ausschließlich für das Kalenderjahr, in dem das Verbandsabzeichen erworben wurde.

## Verleihungszahlen
Im ersten Jahr, 1913, wurde das Sportabzeichen 22 Mal verliehen.
Die Grenze von 1.000.000 Verleihungen pro Jahr wurde zum ersten Mal 2008 überschritten. Der Rekord von 1.004.341 abgelegten Sportabzeichen besteht seitdem.
Im Jahr 2011 wurde das Deutsche Sportabzeichen 891.706 Mal verliehen, 2015 waren es 798.774 Verleihungen, 2019 noch 758.168.
Durch die COVID-19-Pandemie halbierten sich die Verleihungszahlen 2020 fast, auf nur noch 382.037. Mit 367.294 Verleihungen im Jahr 2021 konnte das Niveau ungefähr gehalten werden.
Diese Zahlen können sich noch verändern, da der DOSB für Kinder- und Jugendliche (6–17 Jahre) beschlossen hat, die Leistungen im Bereich Schwimmen für die Zeit 2020–2022 bis Ende 2022 anzunehmen.

## Kinder und Jugendliche
Kinder und Jugendliche von 6 bis 17 Jahren können das Deutsche Sportabzeichen für Kinder und Jugendliche erwerben. Die fünf Disziplingruppen sind dieselben wie bei den Erwachsenen. Allerdings unterscheiden sich teilweise die Distanzen und zu verwendeten Sportgeräte. Auch sind die zu erbringenden Leistungen nach Altersstufen, Geschlecht und Leistungsklassen (Bronze, Silber und Gold) gestaffelt. Der Erwerb des Sportabzeichens im 18. Lebensjahr berechtigt zum Tragen des Europäischen Jugendsportabzeichens (engl. European Athletics Diploma).

## Anerkennung durch den Bundespräsidenten
Das Deutsche Sportabzeichen wurde mit Art. 4 des Ordenerlasses vom 4. Juli 1958 durch Bundespräsident Theodor Heuss staatlich anerkannt und ist durch das Gesetz über Titel, Orden und Ehrenzeichen ein geschütztes Ehrenzeichen.

## Beweggründe für den Erwerb
Es gibt sehr unterschiedliche Gründe das Deutsche Sportabzeichen zu erwerben. Hierzu gehören:
- Man kann das Deutsche Sportabzeichen als einmaligen persönlichen Leistungscheck betrachten. Ausdauer, Kraft, Schnelligkeit, Koordination und Schwimmfähigkeit wirken sich allesamt positiv auf die Gesundheit aus und tragen dazu bei, die Herausforderungen des Alltags ohne Überlastung oder Verletzungen zu bestreiten.
- Vorbereitung, Training und Prüfung für das Sportabzeichen in der Gemeinschaft unterstützen Kontaktaufbau und -pflege mit Gleichgesinnten.
- Das Sportabzeichen motiviert für den wiederholten Erwerb, indem ab dem fünften Abzeichen ein Gold-Platin-Abzeichen mit Zahl verliehen wird.[13]
- Von einigen Krankenkassen wird der Erwerb des Sportabzeichens als Ausweis der eigenen Gesundheitsvorsorge für deren Bonusprogramme anerkannt.[14]
- Das Deutsche Sportabzeichen bietet die Möglichkeit, dass sich jeder mit jedem messen kann. Verschiedene Generationen einer Familie, Arbeitskollegen, Freundeskreise etc. Durch die Einteilung der Leistungsanforderungen nach Altersklassen und Geschlecht für Menschen mit und ohne Behinderung können alle gemeinsam trainieren und wetteifern.[15]
- Das Deutsche Sportabzeichen ist Voraussetzung für die Einstellung bei einigen Landespolizeien[16][17][18] und für den mittleren Dienst der deutschen Zollverwaltung.[19]
- Das Deutsche Sportabzeichen darf grundsätzlich an staatlichen Uniformen in Deutschland getragen werden; in der Bundeswehr z. B. am Dienstanzug als Bandschnalle.

## Ausführungen
Das Abzeichen zeigte bis 2006 das Logo des Deutschen Sportbundes (DSB) von Eichenlaub umgeben, seit 2007 werden die Buchstaben DOSB für den Deutschen Olympischen Sportbund im Lorbeerkranz dargestellt. Bei wiederholtem Erwerb wird ab der 5. Verleihung unabhängig von der erreichten Stufe (Bronze, Silber, Gold) auf Antrag zusätzlich das Deutsche Sportabzeichen mit Zahl (sog. Bicolor-Abzeichen mit Platin-Zahl (in Fünfer-Schritten, also 5, 10, 15 usw.) und Platin-Schriftzug DOSB im goldenen Lorbeerkranz) vergeben.
Das Abzeichen wird als metallischer Anstecker (19 × 15 mm) verliehen. Alternativ kann eine textil-metallische Bandschnalle bestellt werden.

Bis 2007 existierten Abwandlungen in textil (Aufnäher), metallisch (Großabzeichen) und für Prüfer ein Textilabzeichen in grün.
Das Abzeichen für Kinder und Jugendliche (23 × 23 mm) zeigt seit 2007 die vier Grundsportarten Schwimmen, Laufen, Springen und Werfen im Lorbeerkranz und den Buchstaben DOSB.

## Abbildungen

### Aktuell

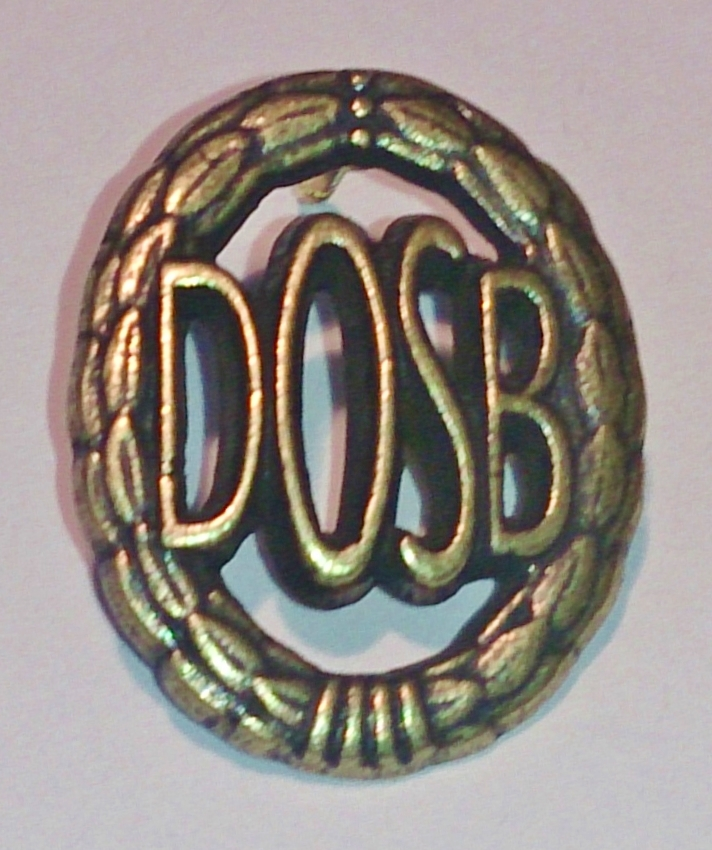
Deutsches Sportabzeichen als Anstecker in Bronze (seit 2007)
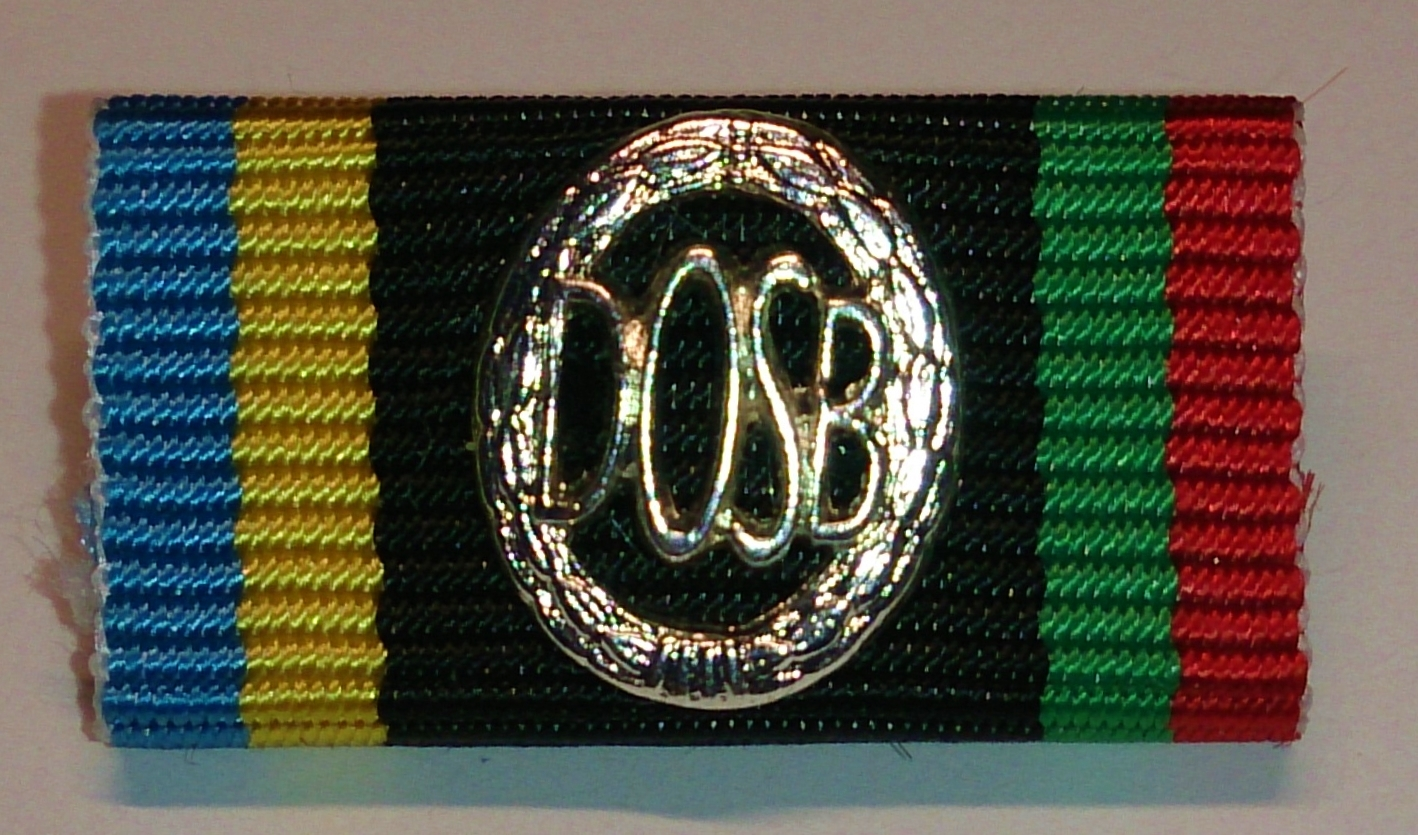
Deutsches Sportabzeichen als Bandschnalle in Silber (seit 2007)
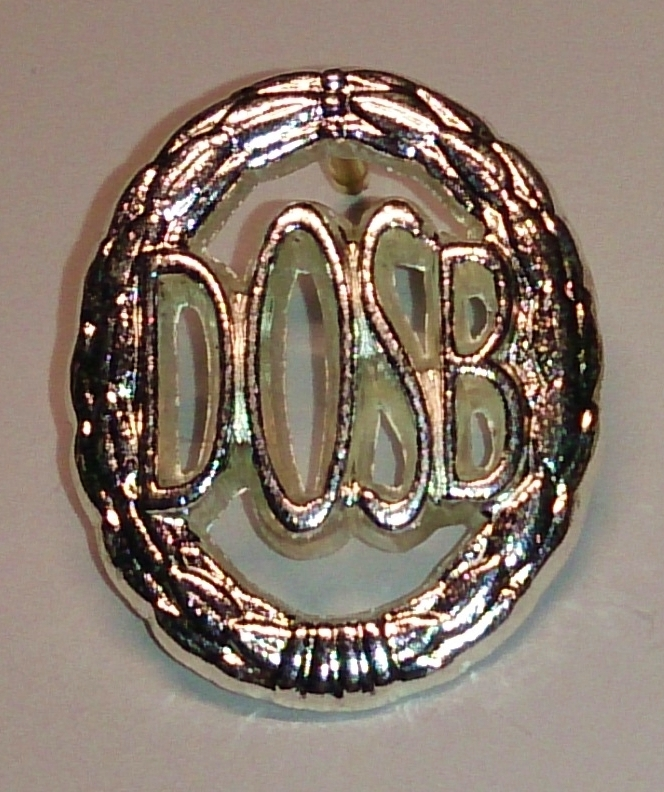
Deutsches Sportabzeichen als Anstecker in Silber (seit 2007)
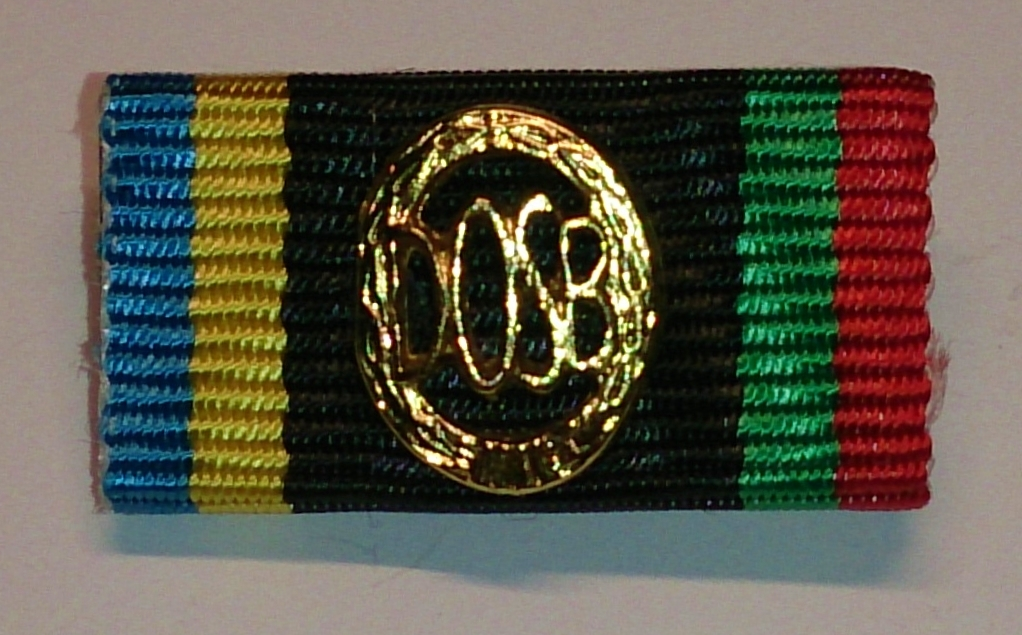
Deutsches Sportabzeichen als Bandschnalle in Gold (seit 2007)
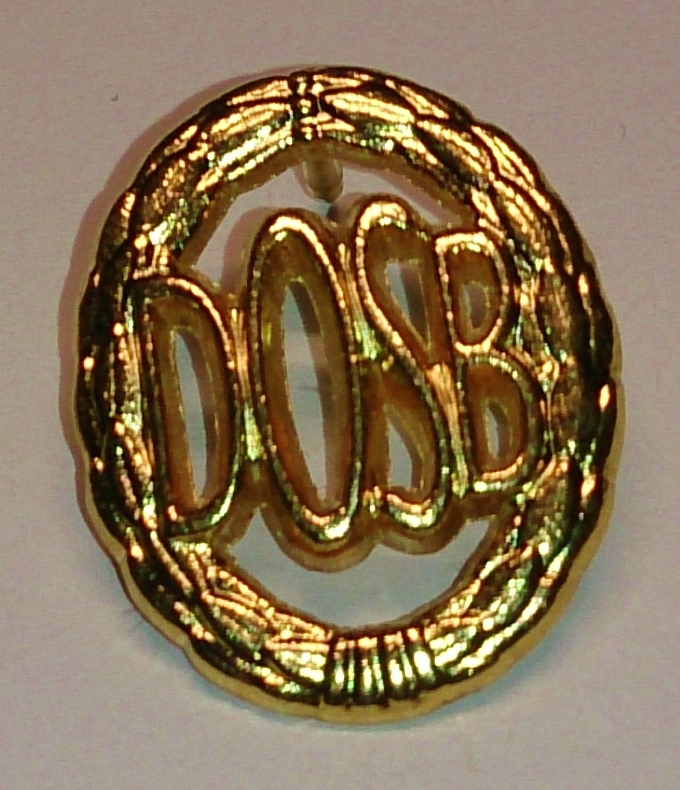
Deutsches Sportabzeichen als Anstecker in Gold (seit 2007)
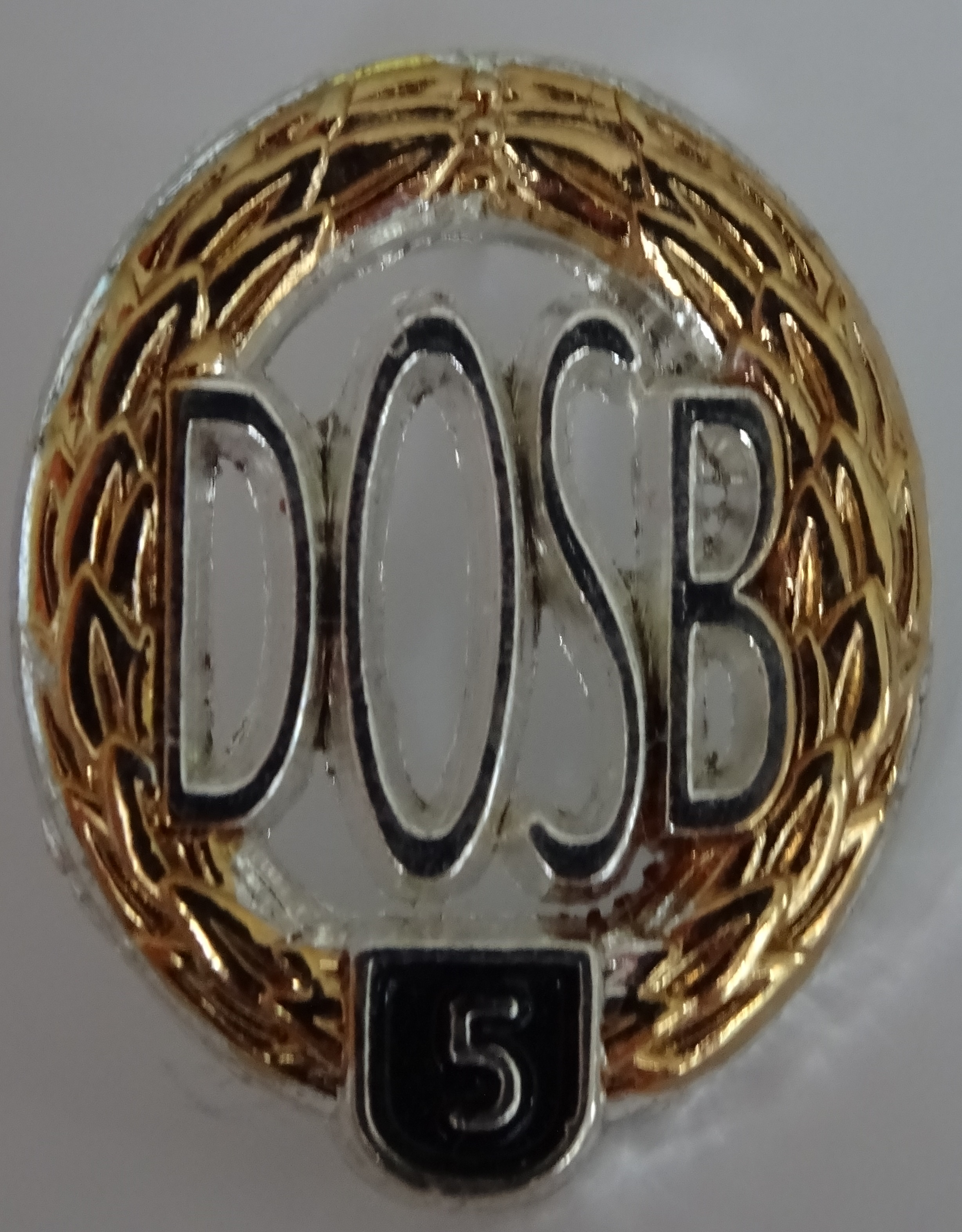
Deutsches Sportabzeichen als Anstecker Bicolor 5
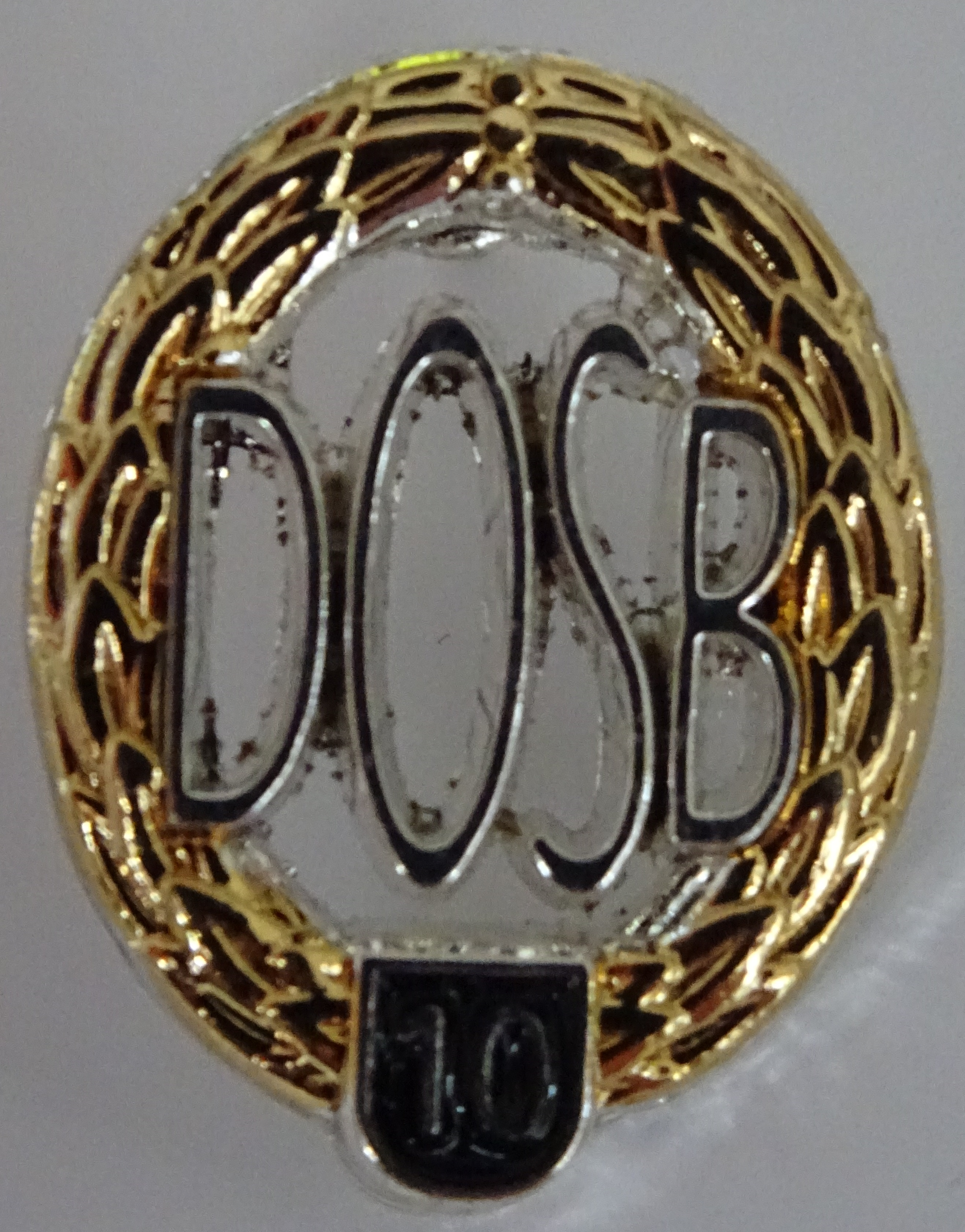
Deutsches Sportabzeichen als Anstecker Bicolor 10
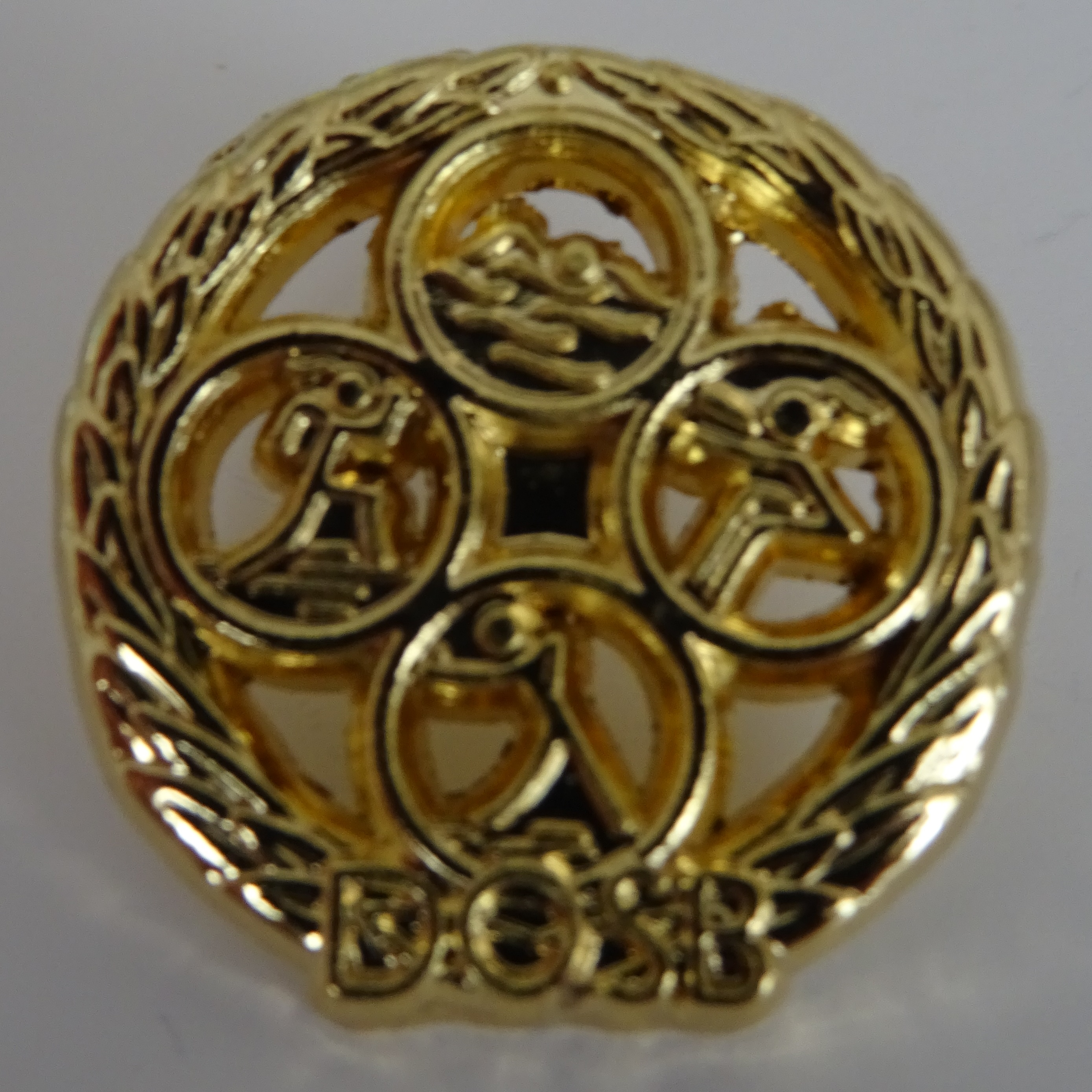
Deutsches Sportabzeichen für Kinder und Jugendliche als Anstecker in Gold (seit 2007)

### Historisch

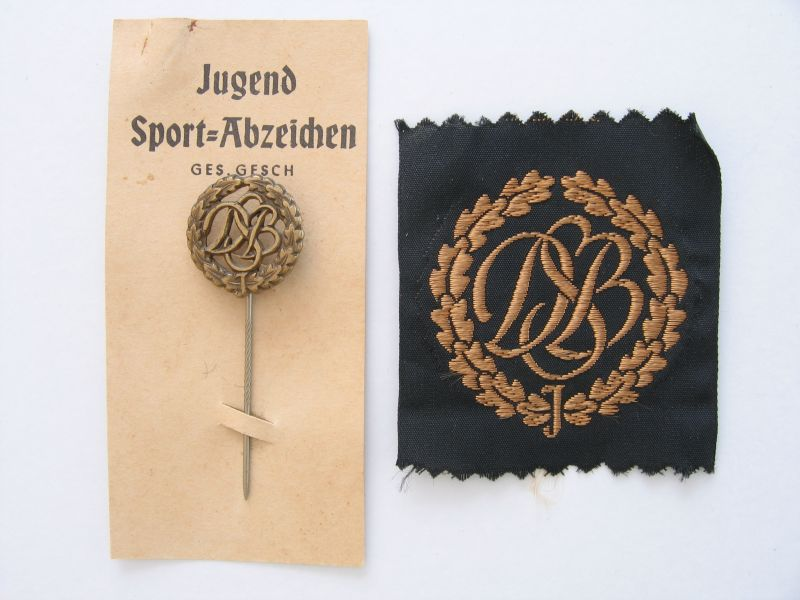
Jugendsportabzeichen in Bronze (Anstecknadel und Aufnäher, 1970er Jahre)
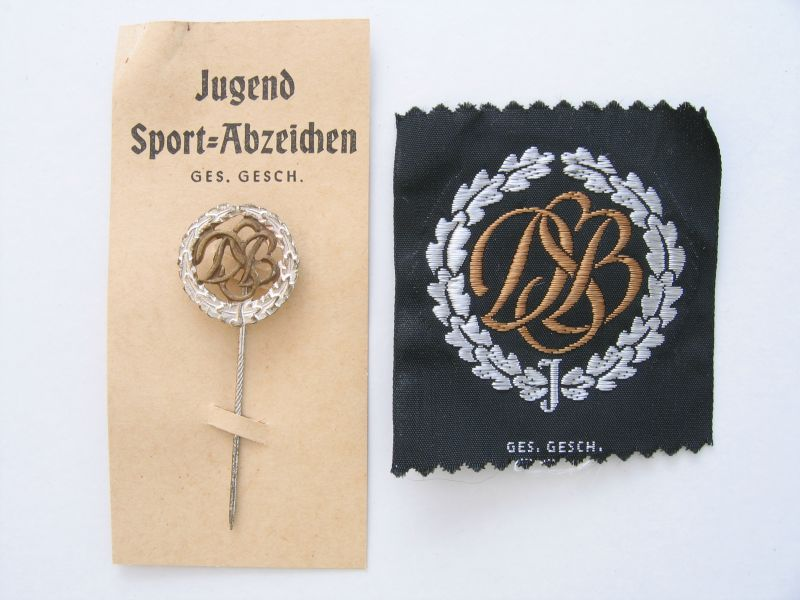
dto. Ausführung in Bronze mit Silberkranz
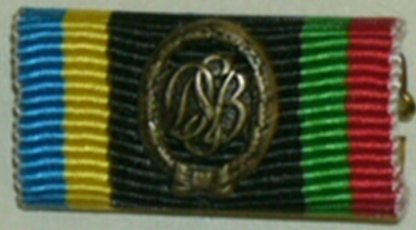
DSA in Bronze mit DSB-Logo (bis 2006) als Bandschnallenabzeichen
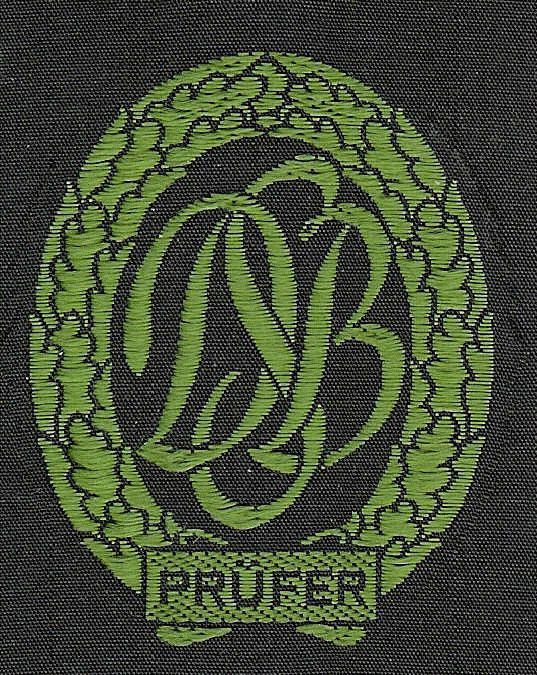
Prüferabzeichen (bis 2006)
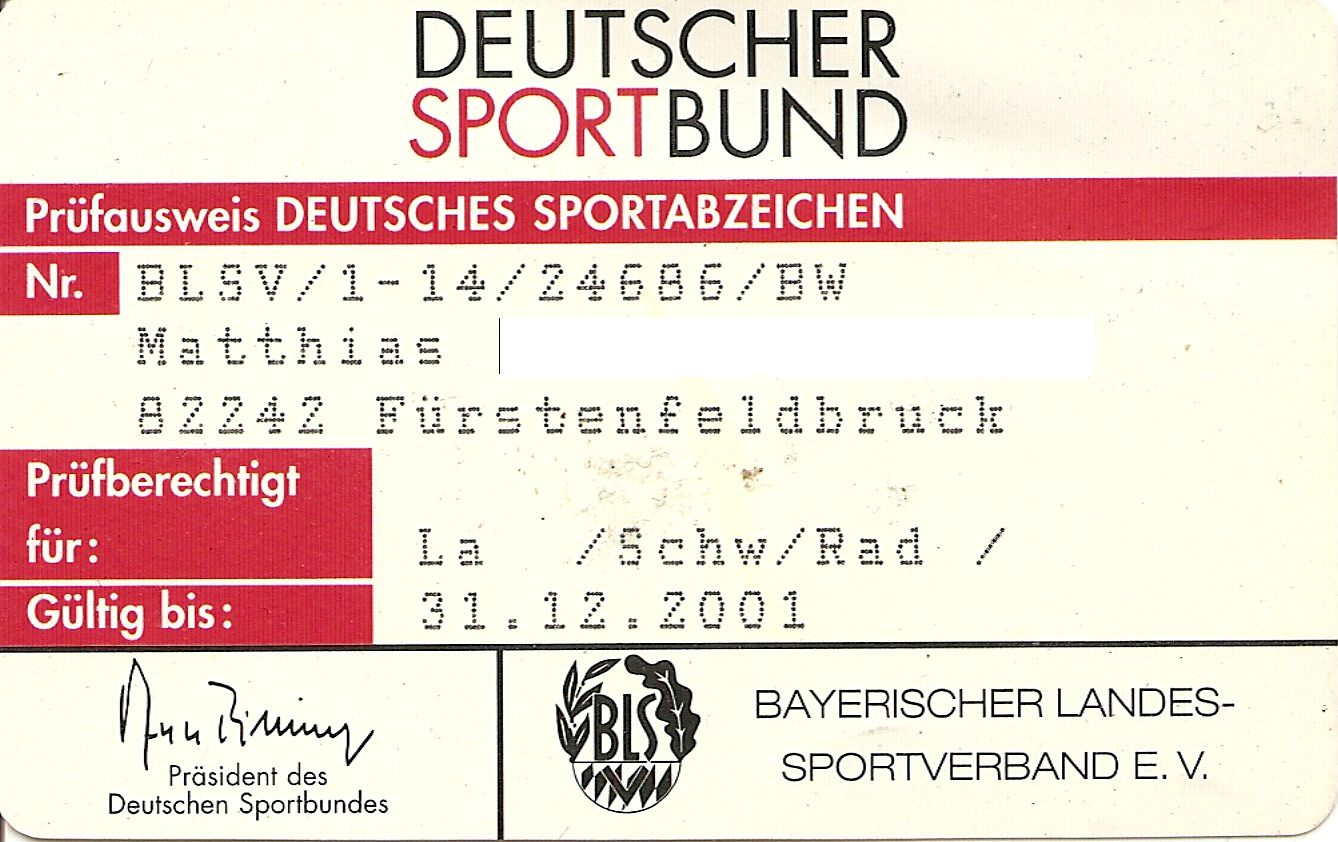
Prüfausweis (historisch)
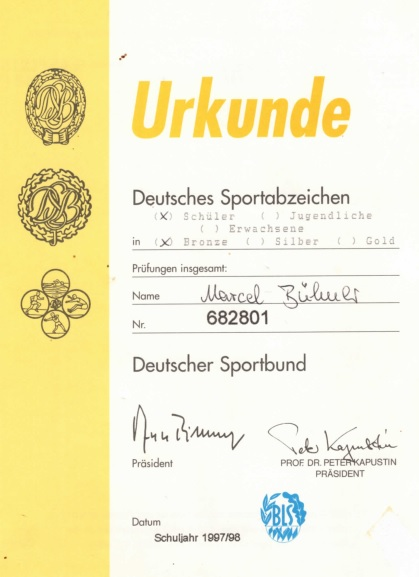
Schüler-Urkunde des DSA in Bronze, 1998